# 卡韦里帕卡姆
卡韦里帕卡姆（Kaveripakkam），是印度泰米尔纳德邦Vellore县的一个城镇。总人口14,583（2011年）。

## 人口
该地2011年总人口14583人，其中男性7265人，女性7318人；0—6岁人口1562人；识字率81.28%，其中男性为88.41%，女性为74.29%。